# Liwaga
Le  Liwaga est un genre musical et une danse traditionnelle burkinabè. Il est principalement, joué et dansé par les ressortissants de la région du Yatenga, communément appelés Yadega.

## Origines
Le Liwaga,est connu être un genre musical et danse des ressortissants du Yatenga de la région Nord du Burkina Faso. Il tend à se moderniser. Des artistes comme Dez Altino et Marcelo chantent au son du Liwaga avec d'autres sonorités modernes.

## Descriptions
Le Liwaga est généralement dansé lors des cérémonies d’intronisation, de réjouissances ou de fêtes populaires. Elle est dansée par les hommes et les femmes. Les danseuses nouent de petits pagnes perlés  autour des reins qu'elles  cambrent et font pivoter les fesses au rythme de l’instrument traditionnel. Il en est de même chez les hommes qui attachent également des perles à base de tissu.  

## Musiciens & Danseurs
La musique et la danse du liwaga sont étroitement liées. Awa Ouedraogo est une artiste du Burkina Faso  qui avance dans le tradi-moderne spécialement dans le liwaga. Des troupes de danse liwaga sont aussi en compétition même à l'extérieur ils  valorisent leur musique traditionnelle. 